# Neckera leptodontea
Neckera leptodontea är en bladmossart som beskrevs av C. Müller 1897. Neckera leptodontea ingår i släktet fjädermossor, och familjen Neckeraceae. Inga underarter finns listade i Catalogue of Life.